# Họ Bướm nhảy
Họ Bướm nhảy (Hesperiidae) là một họ bướm thuộc bộ Lepidoptera. Do tập tính sống về ban ngày, chúng cũng được gọi là bướm ngày. Trước đây chúng được xếp vào một liên họ riêng biệt, Hesperioidea; tuy nhiên, phân loại học gần đây nhất đặt họ vào liên họ Bướm phượng (Papilionoidea). Chúng được đặt tên theo thói quen bay và phóng nhanh như phi tiêu của chúng. Đa số đều có các đầu ăng ten được sửa đổi thành các hình chiếu hẹp, giống như cái móc. Hơn 3.500 loài đã được ghi nhận trên toàn cầu, nhưng sự đa dạng sinh học lớn nhất phân bố ở các vùng nhiệt đới Tân Thế giới thuộc Trung và Nam Mỹ.

## Các phân họ

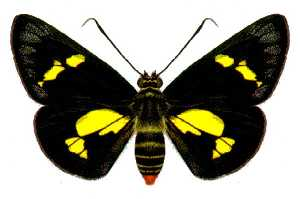
Bướm nhảy nhiếp chính (Euschemon rafflesia) là loài bướm nhảy khác biệt nhất, tạo thành một phân họ riêng.

Có khoảng 3500 loài thuộc họ này, chúng hiện được xếp vào các phân họ sau:
- Coeliadinae (khoảng 75 loài)
- Euschemoninae – bướm nhảy nhiếp chính (đơn chi)
- Eudaminae – bướm nhảy song điệp từ (hay bướm nhảy hai lá mầm)
- Pyrginae – bướm nhảy xòe cánh và đầu lửa (bao gồm Pyrrhopyginae)
- Heteropterinae (khoảng 150 loài)
- Hesperiinae – bướm nhảy cỏ (hơn 2000 loài)
- Megathyminae – bướm nhảy khổng lồ (khoảng 18 loài; nghi ngờ là khác Hesperiinae)
- Trapezitinae – bướm nhảy Úc (khoảng 60 loài)

## Hình ảnh

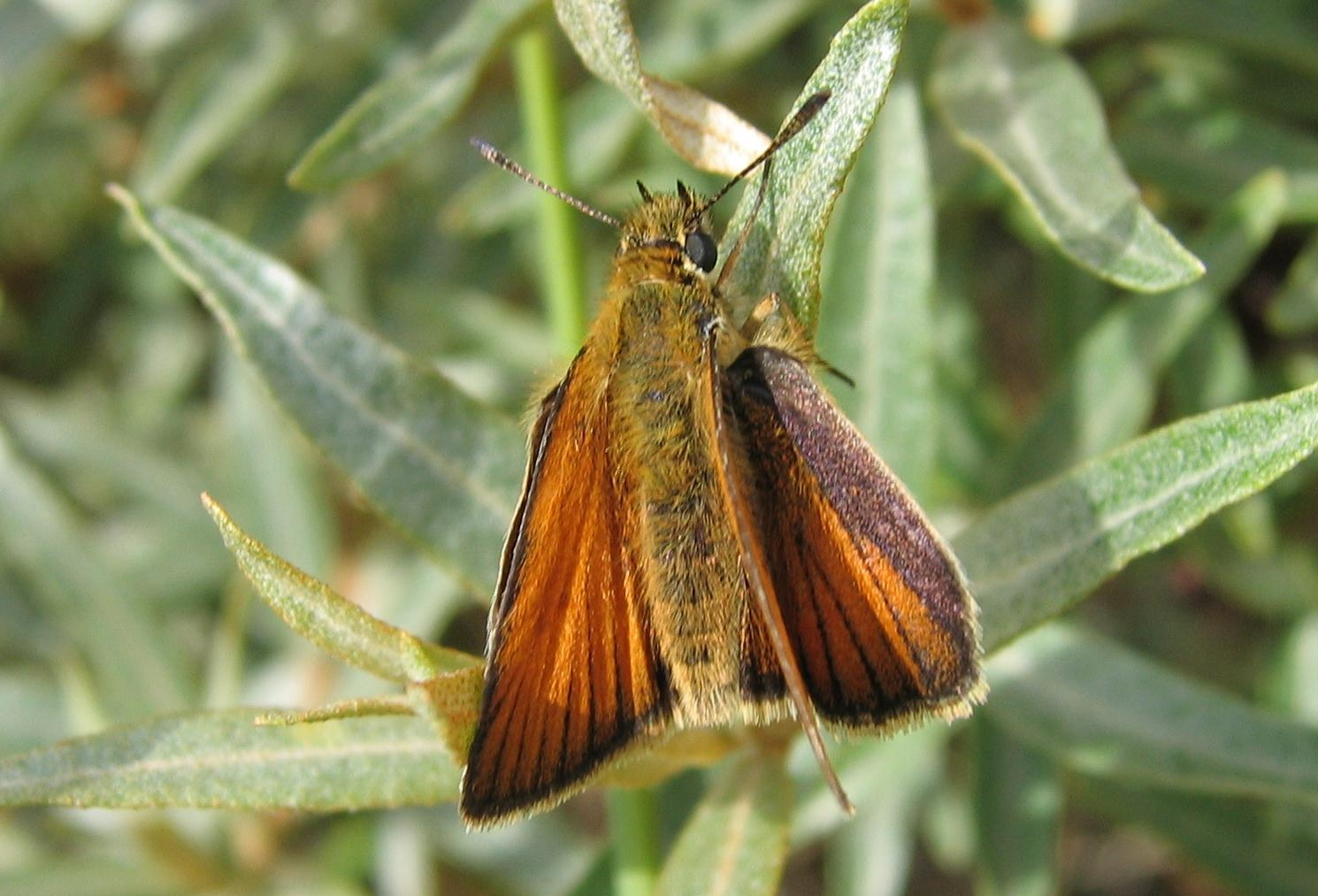
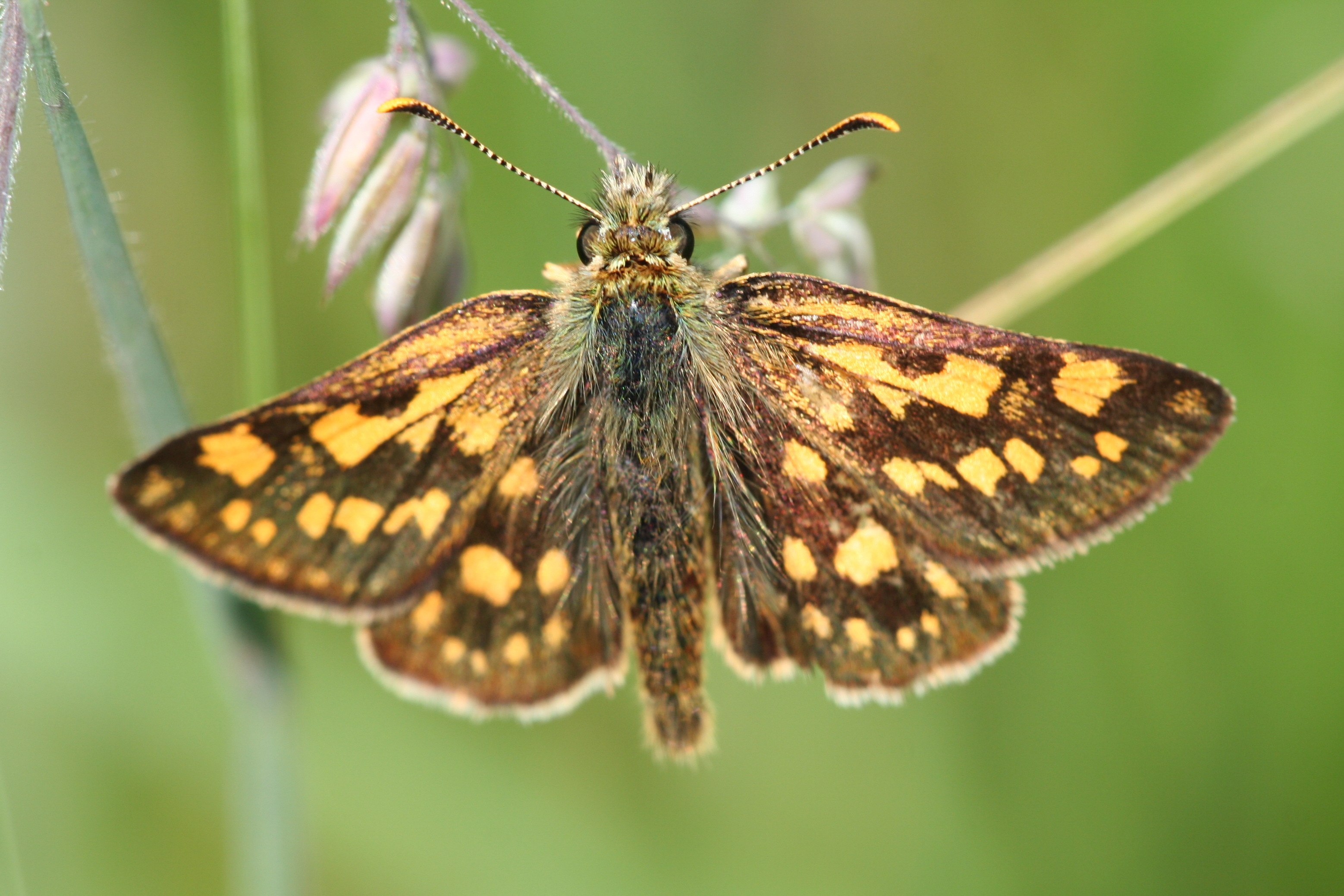
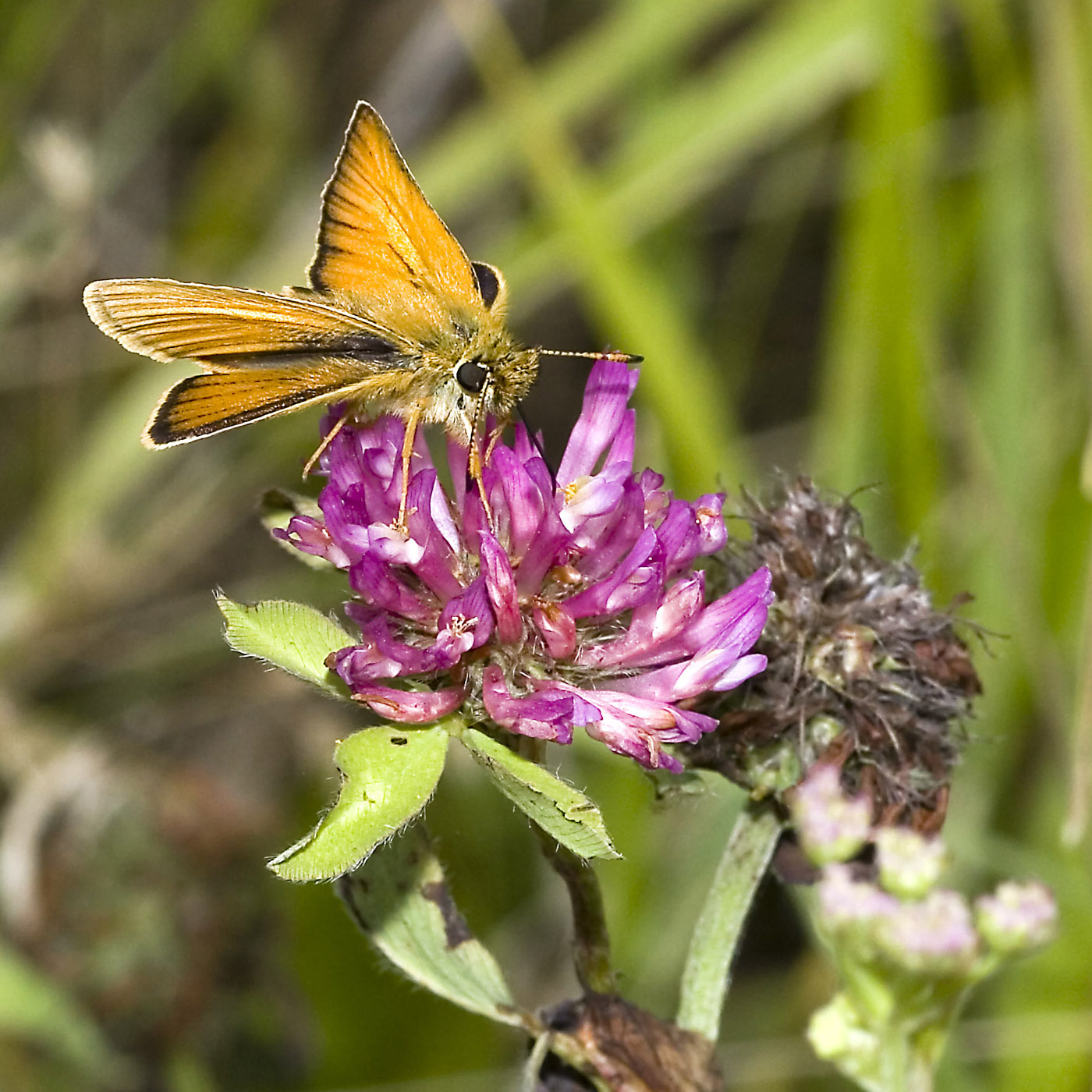
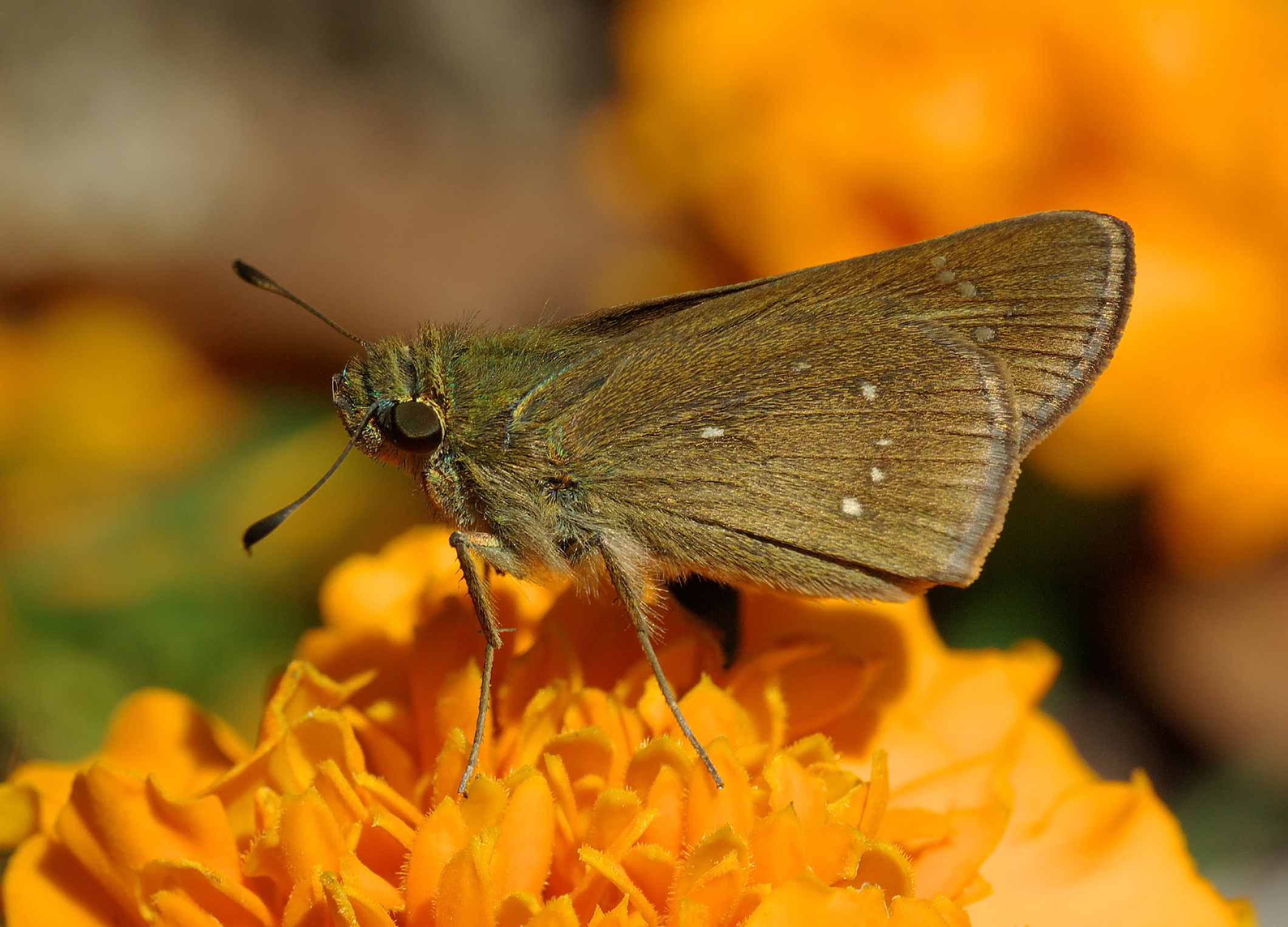
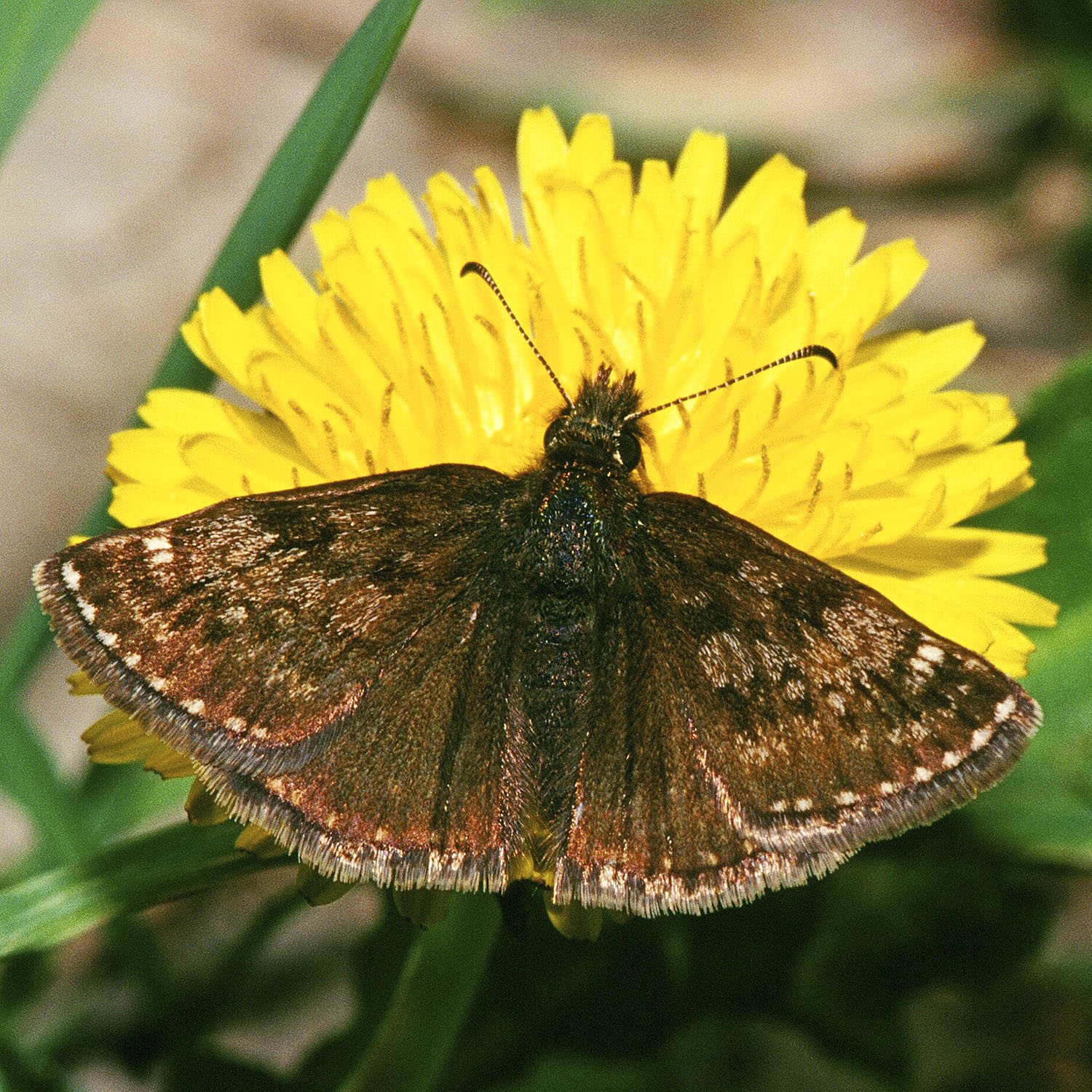
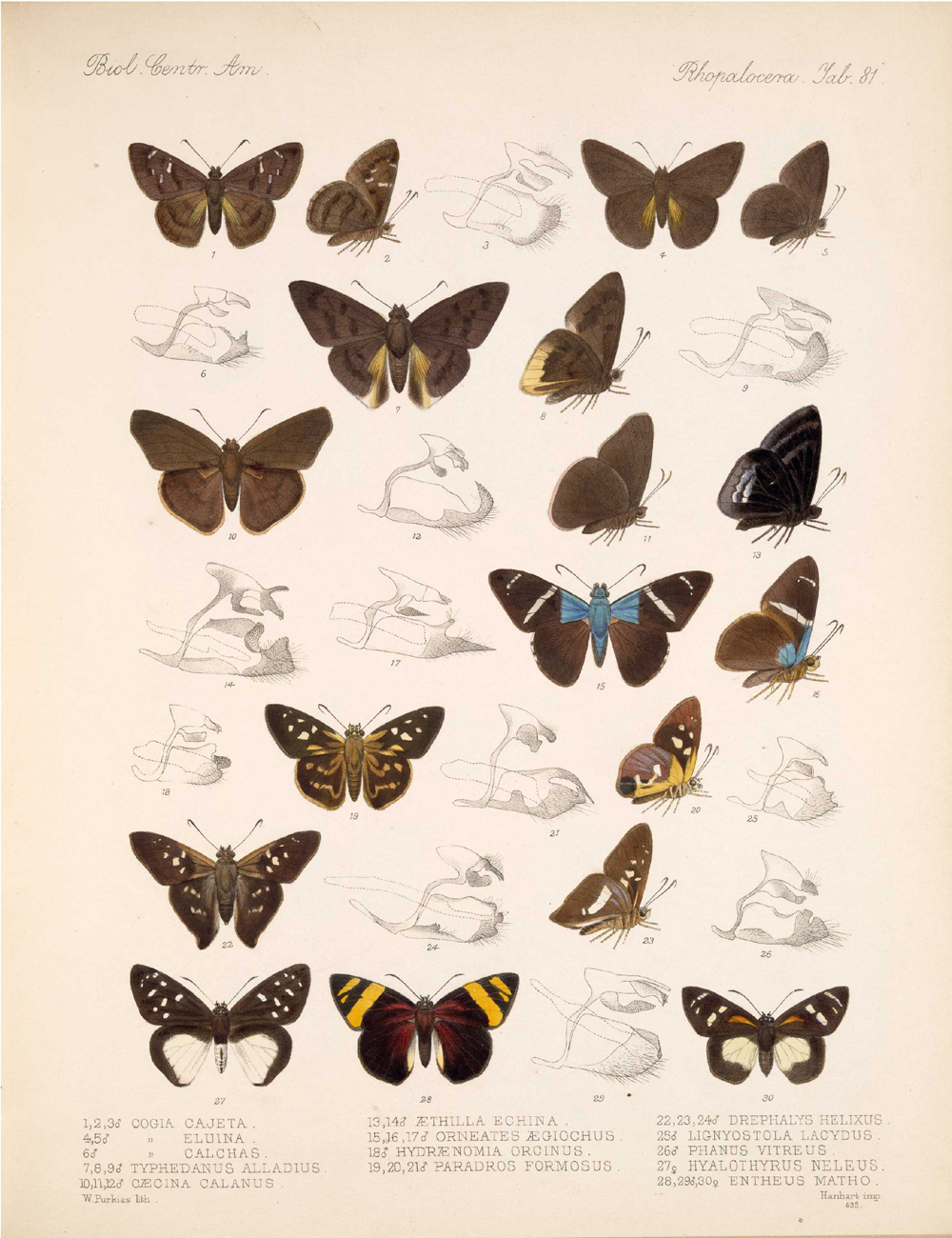